# Sòcrates de Tebes
Sòcrates de Tebes (en llatí Socrates, en grec antic Σωκράτης) fou un escultor grec nadiu de Tebes.
Juntament amb el seu conciutadà Aristòmedes va fer una escultura de la Mare Dindimènia (Cibeles) que fou dedicada per Píndar al temple de la deessa a Tebes. L'estàtua i el seu basament eren de marbre pentèlic i fou conservada amb gran reverència. Va florir probablement vers l'olimpíada 75 (480 aC).